# Ernst Finnborg
Ernst Simeon Finnborg, född 20 december 1890 i Finnerödja församling, Skaraborgs län, död 25 april 1986 i Lundby församling, Göteborgs och Bohus län, var en svensk musikdirektör och organist.
Han var son till målarmästaren Simeon Finnborg och hans hustru Maria Magnusson samt gift första gången 1924 med Gunhild Karlsson och andra gången med Margit Aina Alice Henriksson född 1917. Finnborg studerade musik i Skara där han avlade organist- och kyrksångarexamen 1918. Han genomgick därefter Musikaliska akademien med examen 1924. Han studerade sång för Augustin Kock 1922-1923. Han arbetade som organist i Listerby och Förkärla församlingar i Blekinge 1920-1927. Han var organist och klockare i Lundby församling från 1928. För Lundby kyrkas 50-årsjubileum skrev han en jubileumskantat dessutom komponerade han musik för piano bland annat valsen Lilla Borgan 1923 och en parafras över Härlig är jorden samt några julvisor.